# William T. Sherman
William Tecumseh Sherman (Lancaster, Ohio, 8. veljače 1820. – New York, 14. veljače 1891.), američki general na strani Unije (Sjevera) nakon što je izbio Američki građanski rat.

## Životopis
Rodio se samo kao Tecumseh Sherman u mjestu Lancaster, država Ohio. Tecumseh je bilo ime poglavice plemena Shawnee.
Njegov otac bio je odvjetnik, kasnije čak postavši sudac Vrhovnog suda Ohia.
Umro je kad je Shermanu bilo samo 9 godina. Majka je ostala bez nasljedstva i s jedanaestero djece. Odgojio ga je susjed Thomas Ewing i njegova žena Maria. 
Maria Ewing bila je rimokatolkinja irske krvi. Zahtijevala je, da se budući general krsti kao rimokatolik. Tek na krštenju, održanom 25. lipnja dobio je ime William jer je taj dan bio posvećen svecu toga imena. Njegova obitelji, ne udomiteljska nego biološka je pripadala episkopalcima, tj. anglikancima (posebnom obliku protestantizma). Sherman nikad nije postao praktični katolik, a na njegovo veliko nezadovoljstvo i tugu, sin mu je postao isusovački svećenik 1879. godine. Taj njegov sin predvodit će njegovu misu zadušnicu.
Diplomirao je s West Pointa kao šesti u klasi. Kako akademija traje 4 godine, on je godišnje zaradio oko 150 kaznenih bodova.
Nije se miješao u politiku, te je jedan od rijetkih visokorangiranih časnika u Američkom građ. ratu koji nije vidio borbe u Meksičko-američkom ratu.
Došao je do San Francisca dva dana prije nego što je grad dobio to ime.
Iako je služio u vojsci, obavljao je i druge poslove. Bio je predsjednik banke, prakticirao je pravo, bio nadzornik na sveučilištu, i direktor u kompaniji tramvaja.
Nakon napada na Fort Sumter, i početka rata, prelazi na stranu Sjevera. Imao je jedno vrijeme viši čin od Granta, no kada mu je general Halleck, koji nije vjerovao u Granta ponudio zapovjedništvo nad snagama Unije, Sherman je odbio ponudu, rekavši da više voli služiti pod Grantom, iako ima viši čin. Kad je pao Fort Henry, na red je došao Fort Donelson. Nitko nije vjerovao u strategiju osvajanja tog južnjačkog uporišta. Ipak, to se dogodilo. Grant i Sherman su bili dobri prijatelji.
Kad je Lincoln pozvao Granta istočnije, davši mu zapadni Tennessee, on je naredio Shermanu da sa svojom vojskom napade Georgiju. U jednom telegramu, Sherman piše Grantu: "Kad bi ti isprašio Leeja, a ja marširao do Atlantika, siguran sam da bi nam stari ujak Abe dao 20 dana dopusta da posjetimo obitelji". Ujak Abe je naravno, Abraham Lincoln.
Sherman s tri vojske, pod zapovjedništvom troje različitih ljudi, i s ukupno 98.000 vojnika napada Georgiju, natjeravši Južnjake na povlačenje. Iako je imao katastrofu na planini Kenesaw, kad se frontalno sukobio s generalom Johnstonom, pohod je uspio. Dana 2. rujna 1864. god. Atlanta, glavni grad Georgije, pada u ruke Shermanu. To je osiguralo reizbor Lincolna, te se može nazvati i smatrati najvećim doprinosom Shermana za Unijinu stvar. No, njegov posao još nije završen. Na mitskom Maršu do mora, koristeći se tehnikom "spaljene zemlje", prouzročio je po svojoj procjeni oko 100 miljuna dolara materijalne štete i 22. prosinca 1864. zauzeo Savannah, u Južnoj Karolini, prvoj državi koja se odcijepila od jedinstvenog SAD-a. Ponudio je grad Lincolu kao dar za Božić.
U 64. ide u vojnu mirovinu. Sa ženom Eleanor Ewing imao je osmero djece koja su sva odgojena kao katolici. Većinu ostatka života proveo je u New Yorku, gdje je i umro na Valentinovo 1891. u 71. godini od upale pluća. Volio je slikati, ići u kazalište i bio je vrstan govornik tražen na večerama i banketima.
Iako nije odobravao ropstvo kao takvo, prije rata nije bio abolicionist. Nije vjerovao u to da su crnci jednaki bijelcima. Ipak valja naglasiti da je dao naredbu o naseljavanju 40.000 crnaca na zemlju oduzetu bijelim zemljoposjednicima. Andrew Johnson, nasljednik Abrahama Lincolna, poništio je tu naredbu.